# A*Teens
A*Teens is een Zweedse popgroep met een Engelstalig repertoire. De groep werd in 1998 in Stockholm gevormd, eerst onder de naam ABBA*Teens, later als A*Teens. In 1999 (25 jaar na de overwinning van ABBA op het Eurovisiesongfestival) brachten ze hun eerste album genaamd "The ABBA Generation" uit. Later volgden "Teen Spirit", "Pop 'til You Drop!", "New Arrival" en "A*Teens Greatest Hits". Het eerste album bestond, zoals de naam aangeeft, voor 100% uit ABBA-covers, de andere uit eigen werk. Wereldwijd verkocht de band zo'n 1,5 miljoen singles en 8 miljoen albums. In 2006 besloot A*Teens een pauze in te lassen maar uiteindelijk bleek dat het einde van de groep te zijn. In februari 2024 keerde de groep terug voor een optreden tijdens Melodifestivalen, de Zweedse voorronde van het Eurovisiesongfestival, ter ere van het 25-jarig jubileum van hun debuutalbum. De groepsleden traden daar op met een medley van hun grootste hits.

## Leden

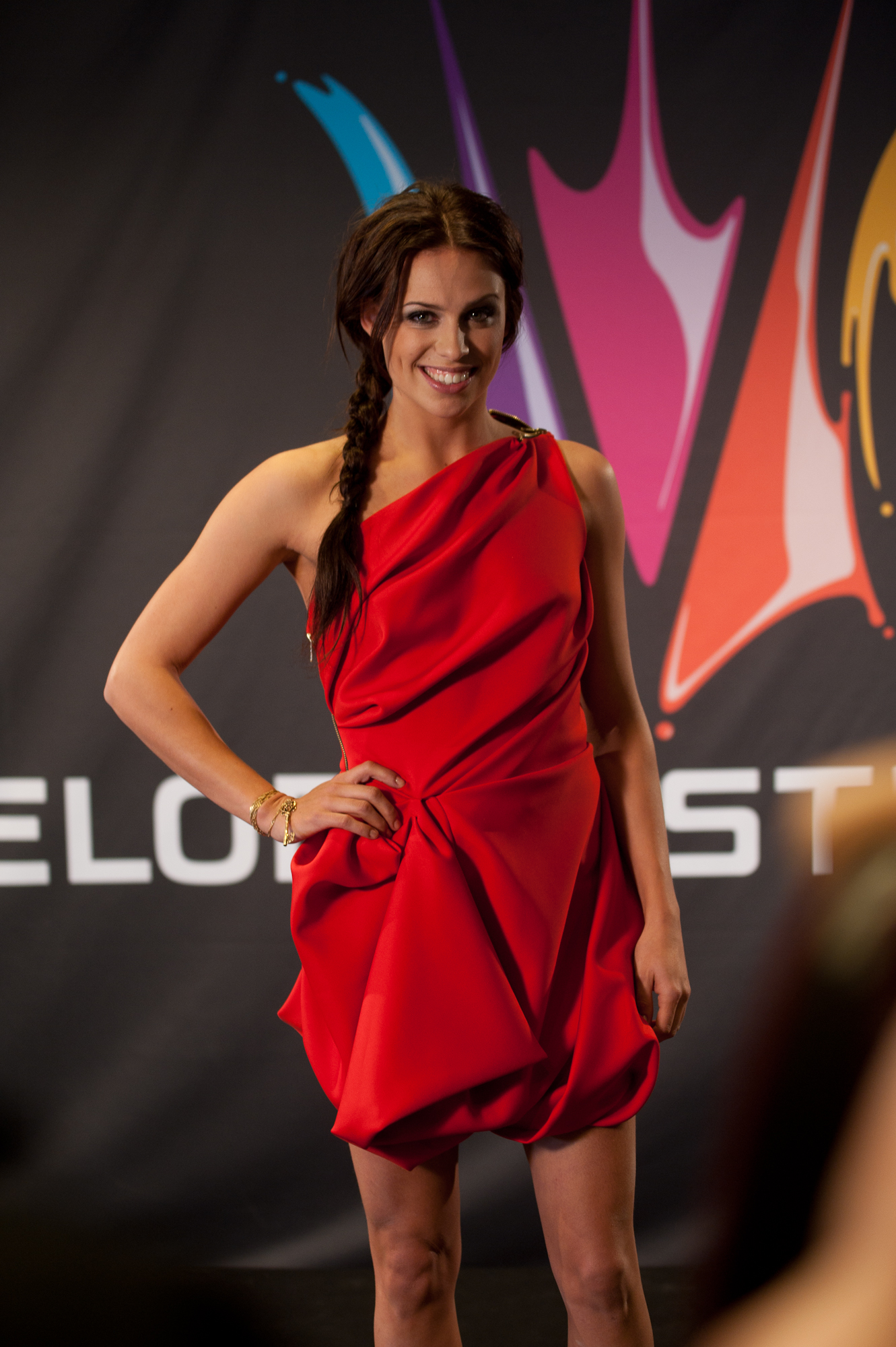
Sara Lumholdt.

- Marie Eleonor Serneholt, geboren op 11 juli 1983 in Stockholm.
- Amit Sebastian Paul, geboren op 29 oktober 1983 in Boden
- John Dhani Lennevald, geboren op 24 juli 1984 in Stockholm.
- Sara Helena Lumholdt, geboren op 25 oktober 1984 in Solna.

## Discografie
| Album met eventuele hitnotering(en) in de Nederlandse Album Top 100 | Datum van verschijnen | Datum van binnenkomst | Hoogste positie | Aantal weken | Opmerkingen |
| ------------------------------------------------------------------- | --------------------- | --------------------- | --------------- | ------------ | ----------- |
| The ABBA Generation                                                 | 1999                  | 4-9-1999              | 2               | 31           |             |
| Teen spirit                                                         | 2001                  | 17-3-2001             | 42              | 6            |             |

| Album met hitnotering(en) in de Vlaamse Ultratop 200 albums | Datum van verschijnen | Datum van binnenkomst | Hoogste positie | Aantal weken | Opmerkingen |
| ----------------------------------------------------------- | --------------------- | --------------------- | --------------- | ------------ | ----------- |
| The ABBA Generation                                         | 1999                  | 11-9-1999             | 14              | 11           |             |

| Single met eventuele hitnotering(en) in de Nederlandse Top 40 | Datum van verschijnen | Datum van binnenkomst | Hoogste positie | Aantal weken | Opmerkingen                               |
| ------------------------------------------------------------- | --------------------- | --------------------- | --------------- | ------------ | ----------------------------------------- |
| Mamma Mia                                                     | 1999                  | 19-6-1999             | 9               | 12           | als ABBA*Teens / Nr. 7 in de Mega Top 100 |
| Super Trouper                                                 | 1999                  | 28-8-1999             | 12              | 9            | Nr. 11 in de Mega Top 100                 |
| Gimme! Gimme! Gimme! (A Man After Midnight)                   | 1999                  | 4-12-1999             | 27              | 4            | Nr. 24 in de Mega Top 100                 |
| Dancing Queen                                                 | 2000                  | 6-5-2000              | tip13           | -            | Nr. 88 in de Mega Top 100                 |
| Upside Down                                                   | 2000                  | 6-1-2001              | tip1            | -            | Nr. 28 in de Mega Top 100                 |
| Can't Help Falling In Love                                    | 2002                  | -                     |                 |              | Nr. 50 in de Mega Top 100                 |

| Single met hitnotering(en) in de Vlaamse Ultratop 50 | Datum van verschijnen | Datum van binnenkomst | Hoogste positie | Aantal weken | Opmerkingen    |
| ---------------------------------------------------- | --------------------- | --------------------- | --------------- | ------------ | -------------- |
| Mamma Mia                                            | 1999                  | 3-7-1999              | 10              | 16           | als ABBA*Teens |
| Super Trouper                                        | 1999                  | 2-10-1999             | 31              | 6            |                |
| Gimme! Gimme! Gimme! (A Man After Midnight)          | 1999                  | 18-12-1999            | tip4            | -            |                |
| Upside Down                                          | 2000                  | 17-2-2001             | 28              | 9            |                |